# Ixodes auritulus
Ixodes auritulus (лат.) — вид кровососущих клещей рода Ixodes из семейства Ixodidae.

## Описание
Паразитируют на мелких наземных птицах (воробьиные). Вид был впервые описан в 1904 году французским зоологом Луи Жоржем Неманном (Louis Georges Neumann, 1846—1930). Среди хозяев: Formicariidae, Tyrannidae, рыжебрюхий дрозд (Turdus rufiventris), печниковые Synallaxis ruﬁcapilla.

## Распространение
Южная и Северная Америка: Канада, США, Коста-Рика, Перу, Чили, Аргентина, Уругвай, Бразилия, Венесуэла. Также обнаружен на островах Новая Гвинея, Новая Зеландия (I. auritulus zealandicus), возможно, относящиеся к другим близким видам.